# أبو زكريا التكريتي
تاج الدين أبو زكريا يحيى بن أبي القاسم الثعلبي التكريتي (28 سبتمبر 1136 - 16 نوفمبر 1219) (1 محرم 531 هـ - 8 رمضان 616 هـ) فقيه شافعي وقاضي ولغوي وشاعر عربي عراقي من أهل القرن السادس الهجري / الثاني عشر الميلادي. ولد بتكريت وتفقه على أبيه وبالحديث على عبد الرحمن بن أحمد البلخي وببغداد على أبي النجيب السهروردي ويوسف بن بندار وقرأ الأدب علی ابن الخشاب وسمع أبا النجيب وابن البطي وسلامة بْن الصدر وولي قضاء تكريت. ثم تصدر للتدريس في المدرسة النظامية في بغداد في 607 هـ/ 1211 م وعزل سنة 614 هـ/1217 م فلزم رباط شيخ الشيوخ لأبي سعد الصوفي النيسابوري بشرقي بغداد. كان عالماً مسلماً وفقيهاً شافعياً برز في التفسير والنحو واللغة وعلوم الأدب. له عدة مؤلفات في علوم الإسلامية والأدبية واللغة. توفي ببغداد ودفن في الشونيزية.
من مؤلفاته تفسير القرآن العزيز في عشرين مجلداً والحقير النافع على مذهب ابن شافع واللُّهنَة في إزالة الُُكنَة في النحو والتقريب في بضاعة الأديب، في صناعة الشعر والعروض والقوافي والاختصاص في التاريخ الخاص في ست مجلدات قصره على ذكر مشايخه الذين قرأ عليهم وتلامذته الذين قرأوا عليه، وأتبعه بذكر أقاربه وأهله وله أيضاً أشعار ورسائل ومكاتبات إلى أصدقائه في النظم والنثر وغير ذلك.

## سيرته
هو يحيى بن القاسم (أو عبد الله) بن المُفَرَّج بن درع بن الحسن بن الخضر بن حامد،‌ أبو زكريا بن أبي القاسم الثعلبي (أو التغلبي) التكريتي. ولد بتكريت في 1 محرم 531 / 28 سبتمبر 1136. واشتغل بها على والده بحفظ القرآن والأدب، وشيء من الفقه. وبالحديثة على أبي محمد عبد الرحمن بن محمد البلخي. ثم انتقل إلى بغداد فصحب أبا النجيب السهرودي، يوسف بن محمد الدمشقي والرضي أبا الخير أحمد بن إسماعيل القزويني، وقرأ إصلاح المنطق على أبي محمد عبد الله بن محمد بن الخشاب النحوي، واشتغل مدة مقامه ببغداد، ثم عاد إلى تكريت. وكان قدر برز في علم الفقه وهو شافعي المذهب والأدب، وولي قضاء تكريت مدّة طويلة مع اشتهاره بالفضل والتفنن في العلوم. وكان يدرس ويفتي ويحكم. ثم استدعي من ديوان الخلافة إلى بغداد وولي تدريس المدرسة النظامية من يوم الأربعاء ثاني عشر ربيع الآخر من سنة سبع وستمئة / 2 أكتوبر 1210. ورد إليه النظر في الوقوف التي تختص بالمدرسة النظامية أيضاً، واستناب ولده الأكبر في تولّي الوقف ولم يزل على التدريس بالنظامية، إلى سنة أربع عشرة وستمائه/ 1217 م، فصرف عنها. وولي مكانه محيي الدين أبو عبد الله محمد بن يحيى بن فضلان البغدادي الفقيه الشافعي، فسكن القاضي رباط شيخ الشيوخ إلى أن توفي به في عشية الإثنين ثامن شهر رمضان سنة ست عشرة وستمائه /16 نوفمبر 1219. دفن يوم الثلاثاء غربيها بمقبرة الشونيزية.
وصفه ابن الشعار الموصلي وقال «وكان شيخاً كيّساً لطيفاً في محاورته، ظريفاً في مجالسته، حسن الإيراد مليح العبارة، ذا وقار وسكينة وهيبة».

## مؤلفاته
- تفسير القرآن العزيز، عشرين مجلداً
- الحقير النافع على مذهب ابن شافع
- اللُّهنَة في إزالة الُُكنَة، في النحو
- التقريب في بضاعة الأديب، في صناعة الشعر
- العروض والقوافي
- الاختصاص في التاريخ الخاص، ست مجلدات قصره على ذكر مشايخه الذين قرأ عليهم وتلامذته الذين قرأوا عليه،

وله أشعار.